# Георги Караджов (комунист)
Вижте пояснителната страница за други личности с името Георги Караджов.
Георги (Гьонето) Иванов Караджов с псевдоним Рилски е български революционер, деец на Българската комунистическа партия и Вътрешната македонска революционна организация (обединена) и участник във Втората световна война на страната на Съветския съюз.

## Биография
Роден е на 23 април 1901 година в Долно Драглища, Разложко. Когато е на една година, баща му е убит от турци. Начално образование завършва в Банско, след което учи в Пазарджишката гимназия, където попада под влияние на социалистически идеи и става член на марксическия кръжок „Максим Горки“. Арестуван е от полицията. Изключен е заради левите си убеждения, като се дипломира като частен ученик. В 1920 година той е един от основателите на партийната организация в родното си село, където е учител. При отбиване на трудовата си повинност се запознава с Иван Козарев. Става сътрудник на Околийския комитет на БКП. По време на Септемврийското въстание в 1923 година е ръководител на Долнодраглищката бойна група, участвала в боевете за Мехомия. В 1924 година се записва студент по икономическите науки в Свободния университет в София. Участва в студентските демонстрации и е арестуван в Дирекцията на полицията, след което е прехвърлен в Мехомия. Осъден е на смърт. В началото на 1925 година бяга и през Югославия заминава за Виена. Под името Стоян Петров охранява Георги Димитров и Васил Коларов. През юли 1926 година заминава за Москва, да са учи в Комунистическия институт по журналистика. По препоръка на 3адграничното бюрона БКП в Москва, Караджов е приет за член на ВКП(б). От 1929 година е член на редакцията на вестник „Македонско дело“ и през това време поддържа директни връзки с ръководството на Областния комитет на ВМРО (обединена) в България. През 1931 година е на щатна работа в Търговското представителство на СССР в Берлин и делегат на международния антифашистки конгрес на профсъюза на работниците по образованието. През 1932 г. се завръща в България. През пролетта на 1933 година под негово ръководство като секретар на ЦК е проведена национална конференция на организацията на ВМРО (Обединена) за България. В началото на август 1933 година е изпратен в Париж като сътрудник на Задграничния Централен комитет на ВМРО (обединена). Участва в края на 1933 г. в Москва, заедно с Димитър Влахов и Георги Германов в разработката на Резолюцията на Коминтерна по Македонския въпрос. След разформироването на ВМРО (обединена) през 1934 г. се установява за постоянно в СССР. През юли - август 1935 година участва в Седмия конгрес на Коминтерна в Москва. От 23 юли 1936 г. Караджов постъпва на работа в Музея на революцията в Москва в Коминтерновския отдел.
Жени се за германска комунистка – Хилда Юссайт. От брака им се раждат двама сина – Иван и Александър. На 22 юни 1941 година влиза в Червената армия като доброволец. Помощник-началник щаб е на 1295-и стрелкови полк и политически комисар на полка. Ранен е край Вишний Волочок, но след оздравяването си отново отива на фронта. Убит е в битка с германски части край Киев, на брега на река Днепър на 12 юли 1942 година.

## Памет
На Георги Рилски е наречена улица в квартал „Бояна“ в София (Карта).